# Rutzenham
Rutzenham è un comune austriaco di 279 abitanti nel distretto di Vöcklabruck, in Alta Austria.